# Jules Zeller
Jules Sylvain Zeller, född 23 april 1820 i Paris, död där 25 juli 1900, var en fransk historiker. Han var far till Berthold Zeller.

## Biografi
Zeller blev 1854 professor i historia vid fakulteten i Aix, 1858 lärare vid École normale i Paris (och föreläsare vid Sorbonne), 1863 professor vid École polytechnique (efter Duruy) och 1876 därjämte generalinspektör över det högre undervisningsväsendet. Han valdes 1874 efter Jules Michelet till medlem av Franska institutet. 
Bland Zellers arbeten märks Histoire de l'Italie depuis l'invasion des barbares jusqu'à nos jours (1852; 6:e upplagan 1906), Les empereurs romains, caractères et portraits historiques (1863; 4:e upplagan 1876), Histoire d'Allemagne (7 band, 1872–1891) och Histoire résumée de l'Allemagne (1888). Han redigerade 1860–1863 årsrevyn "L'année historique".